# Revolta curda de 1983–1988
A rebelião curda de 1983–1988 ocorreu durante a Guerra Irã-Iraque quando os curdos do norte do Iraque se rebelaram contra Saddam Hussein, em uma tentativa de formar seu próprio país autônomo. O período mais violento da revolta foi a Campanha al-Anfal do exército iraquiano contra a minoria curda, que decorreu entre 1986–1989 e incluiu o ataque com gás venenoso em Halabja. 
A rebelião terminou em 1988 com um acordo de anistia entre as duas partes beligerantes: o governo iraquiano e os rebeldes curdos. Na sequência, nenhum ganho havia sido feito pelos curdos e suas perdas podem ser medidas pela imensidão das mortes humanas.

## Cronologia

### Táticas de guerra

#### Táticas curdas
Para combater o Baath, a estratégia dos curdos envolveu a utilização de guerrilha convencional e munidos com armas leves ou roubadas das tropas do Baath ou fornecidas pelos iranianos. Os peshmergas trabalharam com os moradores para construir defesas e ensinar táticas defensivas para a milícia local, na esperança de instruir a população de forma maciça e protegê-los contra futuros ataques e capturas pelo exército do Baath. Além disso, os peshmergas forneceram às aldeias um governo local e serviços (educação, medicina, segurança).
As montanhas no norte do Curdistão demonstraram ser um excelente local para se esconder e acampar. A região montanhosa também foi muito difícil para o exército iraquiano atravessar a pé e pelo ar. As táticas de guerra de guerrilha dos curdos se mostraram muito vantajosas no combate nesta região. Em contraste com a assistência útil da região norte, as planícies do sul do Curdistão funcionaram contra a insurgência curda. Os iraquianos foram capazes de bombardear as principais cidades da região sul e do vale fértil. As táticas de guerrilha curda de "bater e correr" não se mostraram bem sucedidas contra o poder de fogo dos iraquianos durante bombardeios aéreos.

#### Táticas iraquianas
O exército do Iraque utilizou táticas militares em larga escala na luta contra a insurgência curda. Nas áreas agrícolas densamente povoadas, ataques aéreos diários destruíram cidades, culturas e pessoas. O exército utilizou o seu poder militar superior de mais homens, armas e artilharia para combater os insurgentes. A fim de infligir uma maior destruição, o exército iraquiano dividiu o Sul do Curdistão em um padrão de redes, dividindo as cidades mais densamente povoadas e áreas agrícolas em seções. A rede facilitou a detonação mecanizada da artilharia pesada em áreas pré-determinadas por aviões de guerra e infligiu maior destruição possível. Os curdos não tinham conhecimento do ataque iminente ou maneiras de protegerem-se do bombardeio. Isto foi muito bem estruturado e atribuído por alvos do exército iraquiano. O bombardeio por rede foi muito bem sucedido na condução do medo em massa entre os curdos.

### Al-Anfal
Além de utilizar técnicas de guerra tradicional o Partido Baath engajou-se no uso de armas químicas contra os curdos durante a campanha de Al-Anfal de 1987 a 1988. Uma ofensiva global iniciou contra o povo curdo que, eventualmente, matou dezenas de milhares e desalojou pelo menos um milhão de curdos ao Irã e Turquia. Ali Hassan al-Majid, conhecido como "Ali Químico", conduziu um processo de três etapas da "coletivização de aldeias": destruição de centenas de aldeias curdas e o reassentamento de seus moradores para campos de concentração, mujamma’at. Esta campanha foi o primeiro uso documentado de armas químicas por um governo contra seus próprios civis a um processo de coletivização de aldeias com violações generalizadas dos direitos humanos, é um exemplo de genocídio sistemático que foi não contido pela comunidade global.

### Ataque a Halabja
O ataque mais famoso da guerra química do exército iraquiano contra os curdos foi o ataque à cidade de Halabja, em 16 de março de 1988. Mais de 4.000 curdos foram mortos nesse ataque pela combinação de gás mostarda e cianeto de hidrogênio. Entre 7.000 e 10.000 civis foram feridos e milhares morreram de complicações, doenças, etc, decorrentes da liberação de gás químico. A cidade foi atacada por guerrilheiros curdos que tinham se aliado com Teerã e estava então sob controle iraniano. Com artilharia convencional, morteiros, foguetes, Halabja foi bombardeada por dois dias antes do ataque químico; o uso de armas químicas foi feito para garantir que não haveria sobreviventes. Este ataque é considerado como separado da Campanha al-Anfal e foi um dos últimos ataques feitos pelos iraquianos durante a Guerra Irã-Iraque. Este ato também foi declarado como um genocídio contra o povo curdo do Iraque.

### Fim da revolta
A rebelião do Partido Democrático do Curdistão e da União Patriótica do Curdistão foi declarada encerrada oficialmente pelo governo iraquiano em 6 de setembro de 1988, quando um decreto de anistia para todos os curdos do Iraque foi lido nas rádios. O anúncio veio como uma surpresa para a população curda. O decreto foi declarado muito provavelmente porque Bagdá acreditava que tinha finalmente derrotado os peshmergas. O governo perdoou os insurgentes, mas se recusou a deixar os curdos regressarem às suas anteriores vidas relativamente livres.
O Baath instituiu medidas draconianas em todas as vilas sobreviventes e cidades no Curdistão. O governo temia um ressurgimento do grupo insurgente peshmerga, as medidas draconianas impediram um reavivamento. Além disso, qualquer pessoa suspeita de ter vínculos com a insurgência peshmerga era caçada e transferida para acampamentos nos desertos do sul. Os homens conduzidos para esses desertos eram torturados diariamente e assassinados em quantidades maciças. Acredita-se que estes esforços para eliminar quaisquer insurgentes restantes durou até 1989, com um adicional de 300.000 pessoas transferidas de várias aldeias para "aldeias mais modernas e com melhores instalações". As zonas de segurança, ou campos de concentração, foram criados ao longo da fronteira iraniana, bem como fora das grandes cidades curdas de Arbil, Mosul e Suliemaniyeh.

## Impacto: refugiados e estatísticas das mortes
- Refugiados: pelo menos 1 milhão de pessoas fugiram (quase 30% da população) para o Irã, Turquia e Paquistão
  - A partir de 1971, pelo menos 370.000 buscaram refugio no Irã, mais de 10% da população do Curdistão iraquiano
- Campanha de Al-Anfal 
  - 50.000 a 100.000 foram mortos, incluindo mulheres e crianças
  - 90% das aldeias-alvo curdas foram destruídas, isto é cerca de 4.000 aldeias
- Massacre de Halabja 
  - 3,000-5,000 mortos
  - 7,000 a mais de 10,000 feridos
  - Pelo menos 50.000 curdos fugiram para o Irã depois deste ataque

Esses números foram coletados pela Human Rights Watch.

## Papel do Irã
O Irã ajudou secretamente os curdos iraquianos contra iraquianos com armas e suprimentos alimentares e inteligência em troca de informações sobre os movimentos iraquianos e assistência ao longo do norte da fronteira Irã-Iraque. 
Além disso, o Irã era um aliado de Masud Barzani, e ajudou o Partido Democrático Curdo com armas e treinamento dos líderes e das forças peshmergas. Em troca de armamento e de instrução que os iranianos receberam informações sobre a inteligência militar iraquiana e assistência curda na luta contra o exército iraquiano. Os iranianos tinham um interesse investido em ajudar os curdos. O cerco constante pelos curdos preocuparam o Baath e impediram o exército de dedicar recursos completos para vencer os iranianos. Os iranianos apoiaram os curdos apenas no ponto onde eles eram poderosos o suficiente para lutar contra os iraquianos, mas não suficientemente fortes para superar o exército iraquiano. Os iranianos também foram cuidadosos em seu apoio aos curdos do Iraque, porque uma ajuda demasiada poderia enviar uma mensagem errada para os curdos iranianos, que também pressionavam pela legitimidade e maior representação no governo iraniano, e isto não era um assunto que os iranianos queriam trazer à tona na política interna.

## Consequências
O decreto de anistia não trouxe benefícios para a frente curda nem redistribuiu poderes aos curdos ou uma representação no governo iraquiano. Depois de al-Anfal e da opressão exercida no pós-rebelião, os curdos não mais engajaram-se em resistência, ao invés, os líderes tentaram meios mais diplomáticos para envolver o Partido Baath em chegar a um consenso sobre o status curdo. Nenhum progresso foi feito no campo da diplomacia. Questões internas faccionais entre o Partido Democrático Curdo e a União Patriótica do Curdistão estavam continuamente em ascensão e impediram qualquer progresso na autonomia curda. Estas questões internas degeneraram em guerra civil na década de 1990.